# Hubbard-Gletscher
Der Hubbard-Gletscher ist ein Gletscher in der Eliaskette im US-Bundesstaat Alaska und dem Yukon-Territorium Kanadas. 
Von seiner Quelle im Yukon-Territorium erstreckt sich der Gletscher über 122 km in die Disenchantment Bay und Yakutat Bay. Er ist damit der längste in einem Gewässer endende Gletscher Alaskas. Seine Stirnseite misst über zehn Kilometer. Bevor der Gletscher das Wasser erreicht, vereinigt er sich mit dem von Westen kommenden Valerie-Gletscher, der nach Expertenmeinung mit seinem Schub dafür sorgen wird, dass der Hubbard-Gletscher den Russell-Fjord dauerhaft von der Disenchantment Bay trennt. 
Im Mai 1986 und im Frühling 2002 geschah dies bereits für ein paar Monate, wodurch der Russell Lake entstand. Nachdem 1986 der Zufluss des Fjords über den Sommer hinweg den Pegel um 25 Meter über Meereshöhe steigen ließ, brach gegen Mitternacht des 8. Oktober 1986 der Damm und der Fjord wurde wieder mit dem Ozean verbunden. Dabei handelte es sich um den zweitgrößten von Menschen dokumentierten Gletscherlauf.